# Kraftwerk 2
| Recensione | Giudizio |
| ---------- | -------- |
| AllMusic   |          |

Kraftwerk 2 è il secondo album in studio del gruppo musicale tedesco Kraftwerk, pubblicato nel gennaio 1972 dalla Philips Records.

## Descrizione
L'album contiene sei tracce nelle quali si possono udire, come nell'album precedente, diversi tipi di sperimentazione musicale: occorre per esempio citare Klingklang (il cui nome ispirò quello del loro omonimo studio di registrazione), che fu con Family Affair degli Sly & the Family Stone il primo brano pop a presentare una batteria elettronica.
La copertina dell'album ricorda da vicino quella del precedente Kraftwerk, con la sola differenza del colore del cono, in questo caso verde fluorescente, e dell'aggiunta del numero "2" al di sotto della scritta "Kraftwerk".

## Tracce
Musiche di Ralf Hütter e Florian Schneider-Esleben.
Lato A
1. Klingklang – 17:36
2. Atem – 2:57

Lato B
1. Strom – 3:52
2. Spule 4 – 5:20
3. Wellenlänge – 9:40
4. Harmonika – 3:16

## Formazione
Crediti tratti dall'edizione LP.
Gruppo

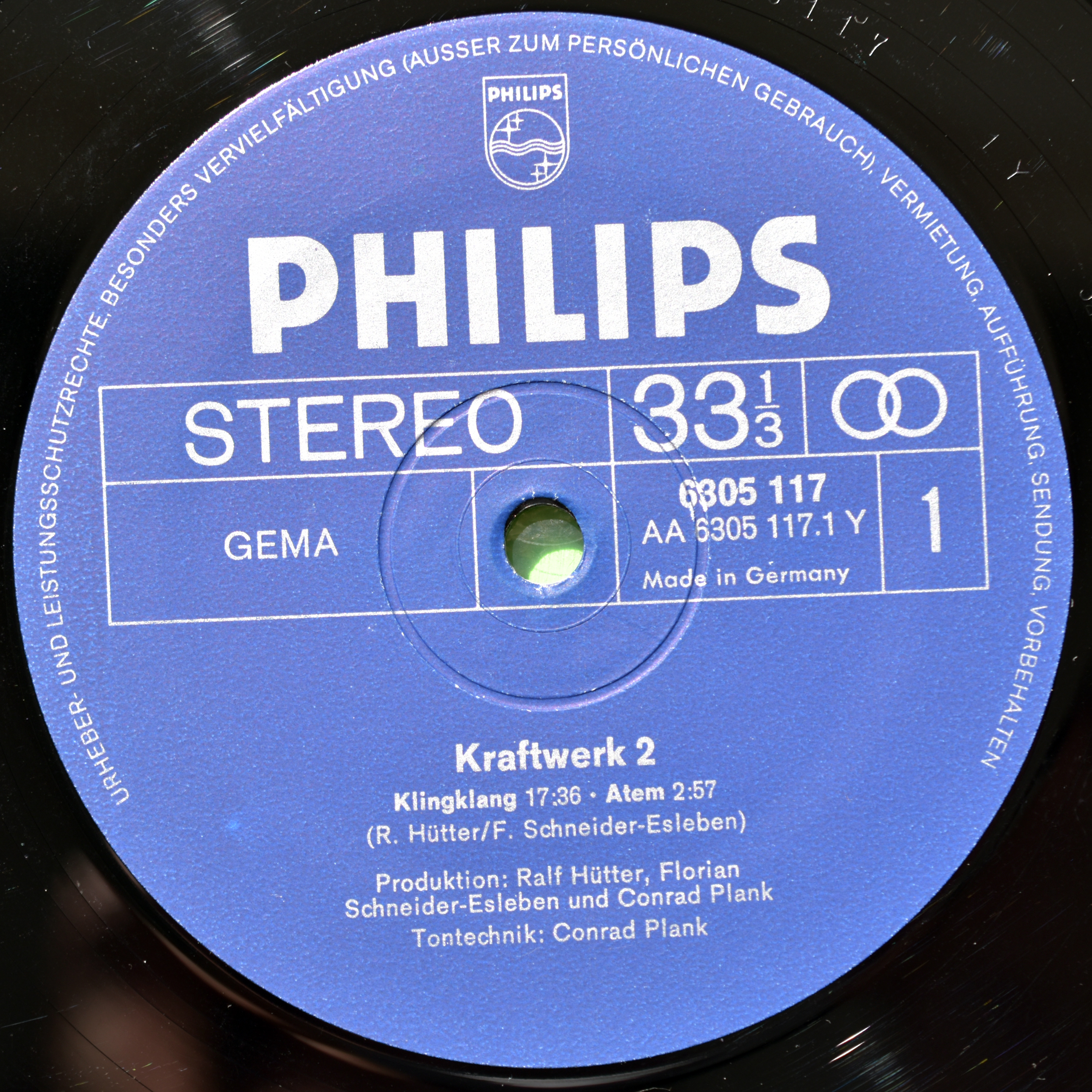
33 giri di Kraftwerk 2

- Ralf Hütter – organo Hammond, pianoforte elettrico, pianoforte, basso, drum machine, glockenspiel, armonica a bocca
- Florian Schneider-Esleben – flauto traverso, violino, chitarra, mixer, glockenspiel

Produzione
- Ralf Hütter – produzione, fotografia
- Florian Schneider-Esleben – produzione, fotografia
- Conrad Plank – produzione, ingegneria del suono

## Classifiche
| Classifica (1972) | Posizione massima |
| ----------------- | ----------------- |
| Germania          | 36                |